# Gina Pătrașcu
Gina Pătrașcu (n. 7 martie 1954) este o cântăreață română de muzică ușoară din orașul Petrila, județul Hunedoara. 
În paralel cu școala generală și liceul, începînd cu clasa a VI-a, urmează cursurile Școlii Populare de Artă din Petrila. Mai întâi, în perioada 1966-1971, a urmat cursurile de pian cu profesoara Hedwiga Malide, apoi, în perioada 1970-1973 a studiat canto clasic. 
După ce a participat la mai multe concursuri și festivaluri interjudețene, debutează oficial la concursul TV "Steaua fără Nume", pe 20 octombrie 1975. După ce a parcurs toate cele trei etape, obține Trofeul "Steaua fără Nume" la finala transmisă la TVR pe 22 mai 1977.
Printre distincțiile importante pe care le-a primit se numără și Premiul II la Festivalul Trofeul Tinereții de la Amara, în august 1976.
De asemenea, în 1983, obține Premiul I (Marele Premiu) la secțiunea "Interpretare" la Festivalul Național de Muzică Ușoară de la Mamaia.
A înregistrat peste 190 de cântece și a colaborat cu majoritatea compozitorilor de muzică ușoară din România, din anii'70 și '80. Din bogatul său repertoriu, nu au lipsit nici piese care s-au bucurat de mare succes, fiind difuzate des atât la Radio cât și la TVR. Acestea sunt, în ordine cronologică: “Cetatea florilor” (1976, Marius Țeicu), “Plaiuri de povești” (1976, Jolt Kerestely), “Lasă supărarea” (1981, Henri Mălineanu), “O nouă zi” (1982, Gabriel Mărgărint), “Omul meu drag” (1983, Dinu Giurgiu), “Poteci de ape” (1983, Dinu Giurgiu), “Prima scrisoare” (1985, Marius Țeicu), “Viața mea e muzica” (1987, Cover), “Mă-ntorc acasă” (1988, Dan V. Dumitriu), “Steaua iubirii” (1989, Dan Dimitriu), “Spirale de iubire” (1990, Dan V. Dumitriu).
În 1979, lansează un disc single cu două piese de George Grigoriu (“Cântați bucuria” și “Conjugarea I”). În 1984, lansează discul LP “Gina”. De asemenea, din 1979 și până în 1990, apare pe un număr de opt albume colective (compilații).
În 1982, apare în filmul artistic Calculatorul mărturisește, unde interpretează o piesă de Ramon Tavernier.
În perioada 1983–1985, este angajată la Ansamblul “Rapsodia Română” din București. Apoi, în perioada 1987-1999, este angajată la Ansamblului Doina al Armatei. Ca și solistă vocală a Ansamblurilor “Rapsodia Română” și “Doina Armatei”, cântă la numeroase spectacole și recepții de grad 0, pentru Președinți de Stat, Prim-Miniștrii și Miniștrii ai Armatelor din Blocul NATO, Europa de Est și nu numai.
Pe 14 iunie 2014, în cadrul evenimentului Zilelor Orașului Petrila, organizat de Primăria și Consiliul Local al orașului Petrila, Gina Pătrașcu a susținut un concert, în cadrul căruia i s-a decernat titlul de “Cetățean de onoare” al acestui oraș.
A fost căsătorită cu celebrul actor de comedie Horia Șerbănescu. Împreună au o fată, Ilinca-Draga Șerbănescu.
În 1999, a emigrat în Germania, unde, împreună cu cel de-al doilea soț, Ștefan Toma, a organizat diferite manifestări culturale pentru comunitatea română din Germania, cum ar fi spectacole de folclor, de teatru, de colinde și, bineînteles, de varietăți. La aceste manifestări au invitat mari artiști ai divertismentului românesc.